# 吴学邦
吴学邦（？年—），男，国家杰出青年科学基金获得者，中国科学院合肥物质科学研究院固体物理研究所研究员。

## 生平
2004年本科毕业于安徽师范大学物理学专业，2009年于中国科学院固体物理研究所获博士学位，同年留所工作。现任中国科学院合肥物质科学研究院固体物理研究所研究员、博士生导师，内耗与固体缺陷研究部主任，中国科学院材料物理重点实验室副主任。

## 学术贡献
主要从事核聚变堆金属材料的辐照损伤机制与微结构设计研究工作。主持国家重点研发计划、国家自然科学基金项目等课题多项。在PNAS、Nature Materials等期刊发表论文50余篇。